# 酒匂真理子
酒匂 真理子（さこう まりこ、1949年 - ）は、日本の翻訳家。
フェリス女学院高等学校を経て、1971年横浜市立大学文理学部卒業。早川書房の編集者をへて、翻訳家に。

## 翻訳
- 『神々の墜落』（クリフォード・ウィルソン、大陸書房） 1976
- 『光と闇のリサ』（ジョン・ニューフェルド、文化出版局） 1976
- 『燃える惑星 : スター・ガード』（アンドレ・ノートン、徳間書店、Tokuma novels） 1978
- 『水晶頭蓋骨の謎』（リチャード・M・ガーヴィン、大陸書房） 1978
- 『略奪衛星』（テッド・ホワイト、立風書房 海外SF&ファンタジー） 1981
- 『鳥の歌いまは絶え』（ケイト・ウィルヘルム、サンリオ、サンリオSF文庫） 1982　のち創元SF文庫 2020
- 『リトル・ファジー』（H・ビーム・パイパー、東京創元社、創元推理文庫） 1984
- 『歌う船』（アン・マキャフリー、東京創元社、創元推理文庫） 1984
- 『宇宙に旅立つ時（そらにたびだつとき）』（ロバート・A・ハインライン、東京創元社、創元推理文庫） 1985
- 『残酷な方程式』（ロバート・シェクリー、東京創元社、創元推理文庫） 1985
- 『惑星アイリータ調査隊』（アン・マキャフリー、東京創元社、創元推理文庫、恐竜惑星1） 1986

- 『レンデル傑作集3 女ともだち』（ルース・レンデル、酒匂真理子他訳、角川書店、角川文庫） 1989
  - 「女ともだち」 The New Girl Friend (1983)：酒匂真理子訳
  - 「ダーク・ブルーの香り」 A Dark Blue Perfume (1980)：風間英美子訳
  - 「四十年後」 The Orchard Walls (1983)：酒匂真理子訳
  - 「殺意の棲む家」 Hare's House：羽田詩津子訳
  - 「ポッター亭の晩餐」 Dinner at Potters (1977)：宮脇孝雄訳
  - 「口笛を吹く男」 The Whistler：羽田詩津子訳
  - 「時計は苛(さいな)む」 The Convolvulus Clock (1985)：酒匂真理子訳
  - 「狼のように」 Loopy：山本俊子訳
  - 「フェン・ホール」 Fen Hall (1985)：中井京子訳
  - 「父の日」 Father's Day (1984)：酒匂真理子訳
  - 「ケファンダへの緑の道」 The Green Road to Quephanda / The Green Road：酒匂真理子訳

- 『女を脅した男』（ルース・レンデル、酒匂真理子他訳、光文社、光文社文庫、英米短編ミステリー名人選集1） 1998
  - 「女ともだち」 The New Girl Friend：酒匂真理子訳
  - 「女を脅した男」 The Man Who Frightened Woman：酒匂真理子訳
  - 「父の日」 Father's Day：酒匂真理子訳
  - 「時計は苛(さいな)む」 The Convolvulus Clock：酒匂真理子訳
  - 「雑草」 Weeds (1989)：酒匂真理子訳
  - 「愛の神」 The Man Who Was the God of Love (1992)：酒匂真理子訳
  - 「カーテンが降りて」 The Fallen Curtain：酒匂真理子訳
  - 「ウェクスフォードの休日」 Inspecter Wexford on Holiday (1978)：小尾芙佐訳
  - 「藁をもつかむ」 Clutching at Straws (1979)：小尾芙佐訳
  - 「もとめられぬ女」 An Unwanted Woman (1990)：酒匂真理子訳
  - 「追いつめられて」 The Mouse in the Corner (1991)：宇佐川晶子訳

- 『伯爵夫人の宝石』（ヘンリー・スレッサー、宮脇孝雄ほか訳、光文社、光文社文庫、英米短編ミステリー名人選集3） 1999
  - 「伯爵夫人の宝石」 The Contessa Collection (1982)：宮脇孝雄訳
  - 「世界一親切な男」 The Kindest Man in the World (1979)：深町眞理子訳
  - 「シェルター狂想曲」 Bottom Line (1982)：酒匂真理子訳
  - 「ハローという機械」 A Machine to Say Hello：朝倉隆男訳
  - 「壜」 The Bottle (1986)：高見浩訳
  - 「ハーリーの運命」 Harley's Destiny (1987)：池央耿訳
  - 「目」 A Pair of Eyes (1987)：小梨直訳
  - 「不法所持」 Posession (1989)：宮脇孝雄訳
  - 「狙われたハート」 An Affair of the Heart (1989)：小梨直訳
  - 「濡れ衣の報酬」 Hanged for a Sheep (1990)：宮脇孝雄訳
  - 「帰郷」 Home Again (1991)：小梨直訳
  - 「遅すぎた手紙」 A Letter Too Late (1992)：中井京子訳
  - 「明日は我が身」 Happen to Anyone (1993)：池央耿訳
  - 「内輪の秘密」 The Inside Track (1993)：池央耿訳
  - 「問題の女」 The Other Woman (1994)：佐藤右近訳
  - 「取引」 The Deal (1994)：池央耿訳
  - 「第二の評決」 Second Verdict (1964)：小鷹信光訳

- 『革服の男』（エドワード・D・ホック、中井京子ほか訳、光文社文庫、英米短編ミステリー名人選集5） 1999
  - 「キルディア物語」 The Killdeer Chronicles (1995)：中井京子訳
  - 「熱気球殺人事件」 An Abundance of Airbags (1995)：中井京子訳
  - 「五つの棺事件」 Interpol -The Cace of the Five Coffins (1978)：石田善彦訳
  - 「人狼を撃った男」 The Man Who Shot the Werewolf (1979)：山田順子訳
  - 「七人の露帝(ツアー)」 The Spy Who Came Back from the Dead (1980)：山田順子訳
  - 「不可能夫人」 Lady of the Impposible (1981)：山田順子訳
  - 「バウチャーコン殺人事件」 Murder at the Bouchercon (1983)：酒匂真理子訳
  - 「ジプシーの勝ち目」 Odds on a Gypsy (1985)：中井京子訳
  - 「呪われたティピー」 The Problem of the Haunted Tepee (1990)：中井京子訳
  - 「レオポルド警部のバッジを盗め」 The Theft of Leopold's Badge (1991)：木村仁良訳
  - 「刑事の妻」 The Detective's Wife (1990)：木村仁良訳
  - 「革服の男」 The Problem of the Leather Man (1992)：中井京子訳